# Werner Hüllen
Werner Hüllen (* 17. Oktober 1927 in Köln; † 13. April 2008 in Düsseldorf) war ein deutscher Anglist und Sprachwissenschaftler.
Er war zuletzt emeritierter Professor für Anglistik/Linguistik und Theorie des fremdsprachlichen Unterrichts an der Universität-Gesamthochschule Essen (jetzt Universität Duisburg-Essen). Er veröffentlichte ca. 350 Arbeiten, darunter fast 30 Bücher, zu den verschiedensten Themen insbesondere aus den Bereichen Angewandte Linguistik, Fremdsprachenforschung (Fremdsprachendidaktik und Sprachlehrforschung), Interkulturelle Kommunikation, Methodengeschichte des Fremdsprachenunterrichts sowie Reflexion über Sprache ganz allgemein. Darüber hinaus engagierte er sich insbesondere in der (fremdsprachenbezogenen) Wissenschaftspolitik, der Nachwuchsförderung und im Wissensaustausch zwischen Theorie und Unterrichtspraxis.

## Leben
Hüllen verbrachte seine Kindheit und Jugend in Köln. Nach Kriegsdienst und Gefangenschaft in Frankreich studierte er von 1946 bis 1952 Anglistik, Germanistik und Philosophie an der Universität Köln. 1951 promovierte er in Köln bei Richard Alewyn mit einer Dissertation über den expressionistischen Dichter Theodor Däubler. 1952–1953 war er Lektor für Deutsch am German Department der Universität Birmingham (UK), von 1953 bis 1963 im Gymnasialschuldienst (vorwiegend) in Düsseldorf. Von 1963 bis 1973 war er Professor für Englische Sprache und Literatur an der Pädagogischen Hochschule in Neuss (später Teil der Pädagogischen Hochschule Rheinland bzw. der Universität Düsseldorf). 1973 wurde er auf den Lehrstuhl für Angewandte Linguistik/Englisch und Didaktik der englischen Sprache an der Universität Trier berufen, 1977 auf den Lehrstuhl für Anglistik/Linguistik und Theorie des fremdsprachlichen Unterrichts der Universität-Gesamthochschule Essen (jetzt Universität Duisburg-Essen). 1985 war er Gastprofessor am Institut für Englische und Amerikanische Philologie der Universität Wien, 1990 bis 1991 Gastprofessor an der Universität Leipzig. 1993 wurde Hüllen emeritiert. Er starb am 13. April 2008 in seinem Wohnort Düsseldorf.

## Wirken
Hüllens zehnjährige Tätigkeit als Gymnasiallehrer prägte seine pädagogischen wie auch seine didaktischen Fähigkeiten und ließ ihn auch später Fremdsprachenunterricht immer als einen Komplex sehen, der von einer Vielfalt miteinander interagierender Faktoren geprägt war. Während seine Publikationen in den 1960er Jahren jedoch noch vorwiegend mit literaturwissenschaftlichen Themen befassten, gewannen fremdsprachendidaktische, vor allem sprachdidaktische Veröffentlichungen erst ab den 1970er Jahren die Oberhand. Zunächst (1971) berief er sich dabei in erster Linie auf Sprachtheorien des linguistischen Strukturalismus; bald schon (ab 1973) wurde sein sprachwissenschaftlicher Ansatz jedoch breiter und bezog mehr und mehr auch pragmalinguistische und interaktionsanalytische Faktoren der menschlichen Kommunikation mit ein. Ab dieser Zeit verlagerte sich auch Hüllens Arbeitsschwerpunkt von der Fremdsprachendidaktik zu einer empirisch arbeitenden Fremdsprachenlehr- und -lernforschung, d. h. der Erforschung des Zusammenwirkens konkreter Lehr- und Lernprozesse im komplexen Bedingungsgefüge des Fremdsprachenunterrichts, sowie zur Methodengeschichte des Fremdsprachenunterrichts.
Neben diesen wissenschaftlichen Arbeiten sind auch Hüllens Verbandsaktivitäten bemerkenswert. So engagierte er sich seit 1970 im Allgemeinen Deutschen Philologenverband (später Fachverband Moderne Fremdsprachen), dessen Zeitschrift Neusprachliche Mitteilungen von 1972 bis 1982 herausgab. Ab 1981 etablierte er zusammen mit Kollegen aus der Fremdsprachenlehr- und -lernforschung (kurz: Sprachlehrforschung) die jährlich auf Schloss Rauischholzhausen stattfindende Frühjahrskonferenz zur Erforschung des Fremdsprachenunterrichts. Aus deren Kreis ging 1988 die Initiative für die Deutsche Gesellschaft für Fremdsprachenforschung (DGFF) hervor, die er 1989 mit Fachkolleginnen und -kollegen aus der Fremdsprachendidaktik und der Sprachlehrforschung gründete und deren Gründungsvorsitzender er bis 1992 war; auch das Publikationsorgan der DGFF, die Zeitschrift für Fremdsprachenforschung, gestaltete er über viele Jahre verantwortlich mit. Daneben war er von 1992 bis 2002 Präsident der Henry Sweet Society for the History of Linguistic Ideas.

## Forschungsschwerpunkte
Hüllens Forschungsschwerpunkte waren breit gestreut. Hervorzuheben sind dabei vor allem Fremdsprachendidaktik und Methodengeschichte des Fremdsprachenunterrichts, Interkulturelle Kommunikation, Wortbildung, Fachsprachen, Textlinguistik, Semiotik sowie Geschichte der linguistischen Theoriebildung.

## Buchveröffentlichungen
- Hüllen, W., Rossi, W. & Christopeit, W. (Hg.): Zeitgenössische amerikanische Dichtung. Eine Einführung in die amerikanische Literaturbetrachtung mit Texten und Interpretationen. Frankfurt: Hirschgraben, 1960, 3. Auflage 1969.
- Hüllen, W., Meller, H. & Nyszkiewicz, H. (Hg.): Zeitgenössische englische Dichtung. Einführung in die englische Literaturbetrachtung mit Interpretationen. Bd. 1: Lyrik (Meller), Bd. 2: Prosa (Hüllen), Bd. 3: Drama (Nyszkiewicz). Frankfurt: Hirschgraben, 2. Auflage 1971.
- Hüllen, W.: Linguistik und Englischunterricht. Heidelberg: Quelle und Meyer, 1971, 2. Auflage 1973 unter dem Titel: Linguistik und Englischunterricht 1, 3. Auflage 1976.
- Hüllen, W. (Hg.): Neusser Vorträge zur Fremdsprachendidaktik. Berlin: Cornelsen-Velhagen und Klasing, 1973.
- Hüllen, W.: Linguistik und Englischunterricht 2. Heidelberg: Quelle und Meyer, 1976.
- Hüllen, W. et al. (Koordinierungsgremium im DFG-Schwerpunkt 'Sprachlehrforschung') (Hg.): Sprachlehr- und Sprachlernforschung. Eine Zwischenbilanz. Kronberg: Scriptor, 1977.
- Hüllen, W., Christ, H. et al. (Kommission des FMF) (Hg.): Zur Ausbildung und Fortbildung von Fremdsprachenlehrern. Überlegungen zu einem Curriculum. Berlin: Cornelsen-Velhagen & Klasing, 1978.
- Hüllen, W. (Hg.): Didaktik des Englischunterrichts. Darmstadt: Wissenschaftliche Buchgesellschaft, 1979.
- Hüllen, W. (Hg.): Understanding Bilingualism. Frankfurt: Lang, 1979.
- Hüllen, W. & Jung, L.: Sprachstruktur und Spracherwerb. Düsseldorf/Bern: Bagel/Francke, 1979.
- Hüllen, W. & Schröder, K. (Hg.): Paul Hartig. Lebenserinnerungen eines Neuphilologen. Augsburg: Universität, 1981, 2. Auflage 1983.
- Hüllen, W. et al. (Koordinierungsgremium im DFG-Schwerpunkt 'Sprachlehrforschung') (Hg.): Sprachlehr- und Sprachlernforschung: Begründung einer Disziplin. Tübingen: Narr, 1983.
- Hüllen, W. & Schulze, R. (Hg.): Tempus, Zeit und Text. Heidelberg: Winter, 1985.
- Hüllen, W.: Englisch als Fremdsprache. Beiträge zur Theorie des Englischunterrichts an deutschen Schulen. Tübingen: Francke/UTB, 1987.
- Hüllen, W. & Schulze, R. (Hg.): Understanding the Lexicon. Meaning, Sense and World Knowledge in Lexical Semantics. Tübingen: Niemeyer, 1988.
- Hüllen, W. "Their Manner of Discourse". Nachdenken über Sprache im Umkreis der Royal Society. Tübingen: Narr, 1989.
- Bausch, K.-R., Christ, H., Hüllen, W. & Krumm, H.-J. (Hg.): Handbuch Fremdsprachenunterricht. Tübingen: Francke, 1989, 2. Auflage 1991 (spätere Auflagen ohne W. Hüllen).
- Hüllen, W. (Hg.): Understanding the Historiography of Linguistics. Problems and Projects. Münster: Nodus, 1990.
- Hüllen, W. (Hg.): The World in a List of Words. Tübingen: Niemeyer, 1994.
- Ahrens, R., Bald, W.-D. & Hüllen, W. (Hg.): Handbuch Englisch als Fremdsprache. Berlin: Erich Schmidt, 1995.
- Hüllen, W. & Law, V. (Hg.): Linguists and Their Diversions. A Festschrift for R. H. Robins on His 75th Birthday. Münster: Nodus, 1996.
- Hoffmann, L., Kalverkämper, H. & Wiegand, H. E., in Verbindung mit Galinski, Ch. & Hüllen, W. (Hg.): Fachsprachen. Languages for Special Purposes. Ein internationales Handbuch zur Fachsprachenforschung und Terminologiewissenschaft. An International Handbook of Special Languages and Terminology Research. Berlin: de Gruyter, 2 Bde., 1998 und 1999.
- Hüllen, W. English Dictionaries 800-1700. The Topical Tradition. Oxford: Clarendon, 1999, Neudruck (Paperback) 2006.
- Hüllen, W. Collected Papers on the History of Linguistic Ideas (hg. von Isermann, M. M.). Münster: Nodus, 2002.
- Hüllen, W. & Klippel, F. (Hg.): Heilige und profane Sprachen. Holy and Profane Languages. Die Anfänge des Fremdsprachenunterrichts im westlichen Europa. The Beginnings of Foreign Language Teaching in Western Europe. Wiesbaden: Harrasowitz (in Kommission), 2002.
- Hüllen, W. A History of Roget's Thesaurus. Origins, Development, and Design. Oxford: Oxford University Press, 2004, Nachdruck (Paperback) 2005.
- Hüllen, W. Kleine Geschichte des Fremdsprachenlernens. Berlin: Erich Schmidt, 2005.
- Hüllen, W. & Klippel, F. (Hg.) unter Mitarbeit von Sabine Doff: Sprachen der Bildung – Bildung durch Sprachen im Deutschland des 18. und 19. Jahrhunderts. Wiesbaden: Harrassowitz, 2005.

## Zeitschriften- und Reiheneditionen
- 1972 bis 1982: Schriftleiter der Zeitschrift Neusprachliche Mitteilungen aus Wissenschaft und Praxis. Berlin: Cornelsen.
- 1981 bis 1989 (mit Karl-Richard Bausch, Herbert Christ und Hans-Jürgen Krumm): Mitherausgeber der Arbeitspapiere der [jährlichen] Frühjahrskonferenz zur Erforschung des Fremdsprachenunterrichts. Reihe Manuskripte zur Sprachlehrforschung. 1981–1983: Heidelberg: Julius Groos; 1984–1989: Bochum: Brockmeyer.
- 1989 ff. (mit Rainer Schulze): Herausgeber der Buchreihe Language in Performance LiP. Tübingen: Narr.
- 1989 bis 2001: Mitherausgeber der Zeitschrift für Fremdsprachenforschung. 1989–1997: Bochum: Brockmeyer; 1998: Hagen: ISL-Verlag; ab 1999: Berlin: Pädagogischer Zeitschriftenverlag.
- 1993 bis 2000: Mitherausgeber der Buchreihe Beiträge zur Fremdsprachenforschung. 1993–1997: Bochum: Brockmeyer; 1998 Berlin und München: Langenscheidt; ab 2000 Berlin: Pädagogischer Zeitschriftenverlag.
- 1995 ff.: Mitherausgeber der Buchreihe Henry Sweet Society Studies in the History of Linguistics. Münster: Nodus.

## Festschrift
Lörscher, Wolfgang & Schulze, Rainer (Hg.): Perspectives on Language in Performance. Studies in Linguistics, Literary Criticism, and Language Teaching and Learning. To Honour Werner Hüllen On the Occasion of His Sixtieth Birthday (2 Bde.). Tübingen: Narr, 1987 (ISBN 3-87808-377-7)
Diese zweibändige Festschrift spiegelt in ihrem Umfang (über 1400 Seiten) das breite Spektrum von Hüllens Forschungs- und Publikationsgebieten wider.

## Weitere biographische Artikel über Werner Hüllen
- Schulze, Rainer: „Werner Hüllen zum 66. Geburtstag“, in: Mitteilungen des Verbandes Deutscher Anglisten 4 (1993), H. 2, S. 92–97.
- Ahrens, Rüdiger: „Werner Hüllen, Düsseldorf, zum 75. Geburtstag“, in: Anglistik. Mitteilungen des Deutschen Anglistenverbandes. 14 (2003), H. 1, S. 226–228.